# 파레토도

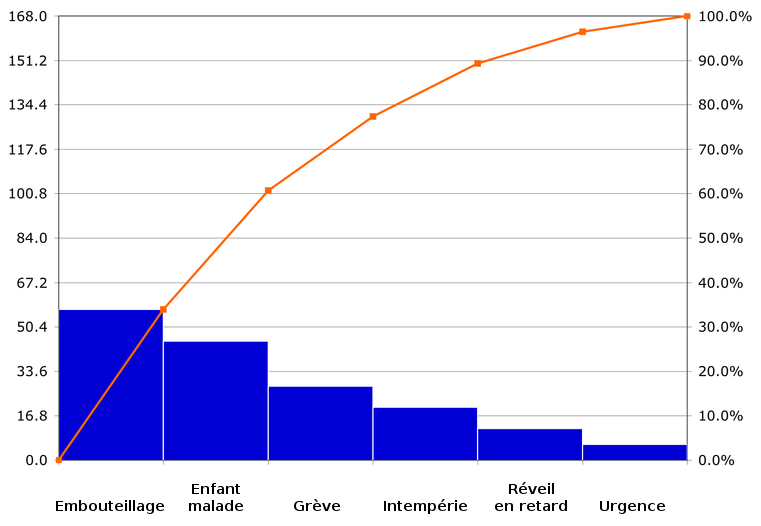

파레토도 또는 파레토 차트는 자료들이 어떤 범주에 속하는가를 나타내는 계수형 자료일 때 각 범주에 대한 빈도를 막대의 높이로 나타낸 그림이다. 따라서 기본적으로 파레토도는 계수형 자료에 대한 히스토그램이라고 할 수 있다
이탈리아 경제학자 파레토는 경제적 부의 대부분이 전 인구 중 일부에 의해 취해진다는 파레토 법칙을 발견하였다. 파레토도는 공정에서 불량의 주된 원인을 찾는 중요한 도구로 많이 사용되고 있다. 예를 들어 불량품이나 결점, 클레임, 사고 등을 그 현상이나 원인별로 분류하여 불량개수나 손실금액이 많은 차례로 늘어놓아 그 크기를 막대그래프로 나타내어 무엇이 가장 문제인지를 찾는다.

## 같이 보기
- 관리도 (차트)
- 히스토그램
- 누적 분포 함수
- 파레토 법칙